# Apphia

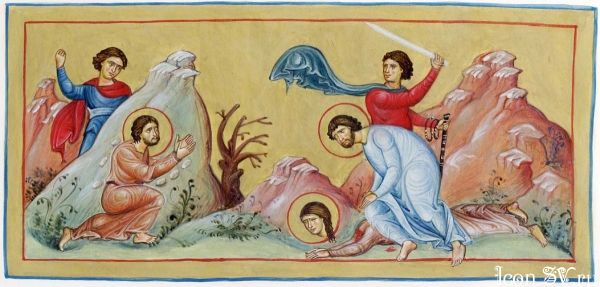
Philemon und Apphia

Apphia (griechisch Άπφία, russisch Апфия) († zwischen 62 und 68, Kolossai) war eine frühchristliche Märtyrerin. Sie wird als apostelgleiche Heilige in der orthodoxen und der katholischen Kirche verehrt.
Gedenktage sind der 19. Februar (orthodox) und der 22. November (orthodox, katholisch).

## Leben
Apphia wird im Brief des Paulus an Philemon neben dessen Adressaten Philemon erwähnt (Phlm 1). Es ist nicht erkennbar, ob sie dessen Ehefrau oder Schwester war.
Johannes Chrysostomos nannte sie die Ehefrau von Philemon.
Apphia soll das Martyrium unter Kaiser Nero erlitten haben.
Sie soll sich gemeinsam mit Philemon, Archippos und Onesimus geweigert haben, an einem heidnischen Opferkult teilzunehmen. Daraufhin wurden sie vom Statthalter Artokles zum Tod verurteilt. Apphia und Philemon wurden gesteinigt.